# Milton Ottey
Milton Bruce Ottey (ur. 29 grudnia 1959 w May Pen na Jamajce) – kanadyjski lekkoatleta pochodzenia jamajskiego, specjalista skoku wzwyż, dwukrotny mistrz igrzysk Wspólnoty Narodów, dwukrotny olimpijczyk.
Zdobył brązowy medal w skoku wzwyż na igrzyskach panamerykańskich w 1979 w San Juan, przegrywając jedynie z Amerykanami Franklinem Jacobsem i Bennem Fieldsem. Zajął 5. miejsca w zawodach pucharu świata w 1979 w Montrealu i pucharu świata w 1981 w Rzymie.
Zwyciężył na igrzyskach Wspólnoty Narodów w 1982 w Brisbane, wyprzedzając Steve’a Wraya z Jamajki i Clarence’a Saundersa z Bermudów. Zajął 9. miejsce na mistrzostwach świata w 1983 w Helsinkach oraz 6. miejsce na igrzyskach olimpijskich w 1984 w Los Angeles.
Ponownie zdobył złoty medal na igrzyskach Wspólnoty Narodów w 1986 w Edynburgu, przed Geoffem Parsonsem ze Szkocji oraz swym rodakiem Alainem Metellusem i Anglikiem Hendersonem Pierre. Zajął 7. miejsce na halowych mistrzostwach świata w 1987 w Indianapolis. Odpadł w kwalifikacjach na igrzyskach olimpijskich w 1988 w Seulu. Zdobył brązowy medal (ex aequo z Geoffem Parsonsem) na igrzyskach Wspólnoty Narodów w 1990 w Auckland, za Clarence’em Saundersem i Daltonem Grantem z Anglii.
Był mistrzem Kanady w skoku wzwyż w latach 1979, 1981–1984 i 1986–1988, wicemistrzem w 1980 i 1985 oraz brązowym medalistą w 1991. Był także mistrzem Wielkiej Brytanii (AAA) w 1985 oraz akademickim mistrzem Stanów Zjednoczonych (NCAA) w 1982.
Trzykrotnie poprawiał rekord Kanady do wyniku 2,33 m (21 czerwca 1986 w Ottawie). Był to również najlepszy wynik w jego karierze. Rekord życiowy Otteya w hali wynosił 2,31 m (uzyskany 5 marca 1986 w Kobe).
Jest kuzynem lekkoatletki Merlene Ottey.